# Christopher Easthill

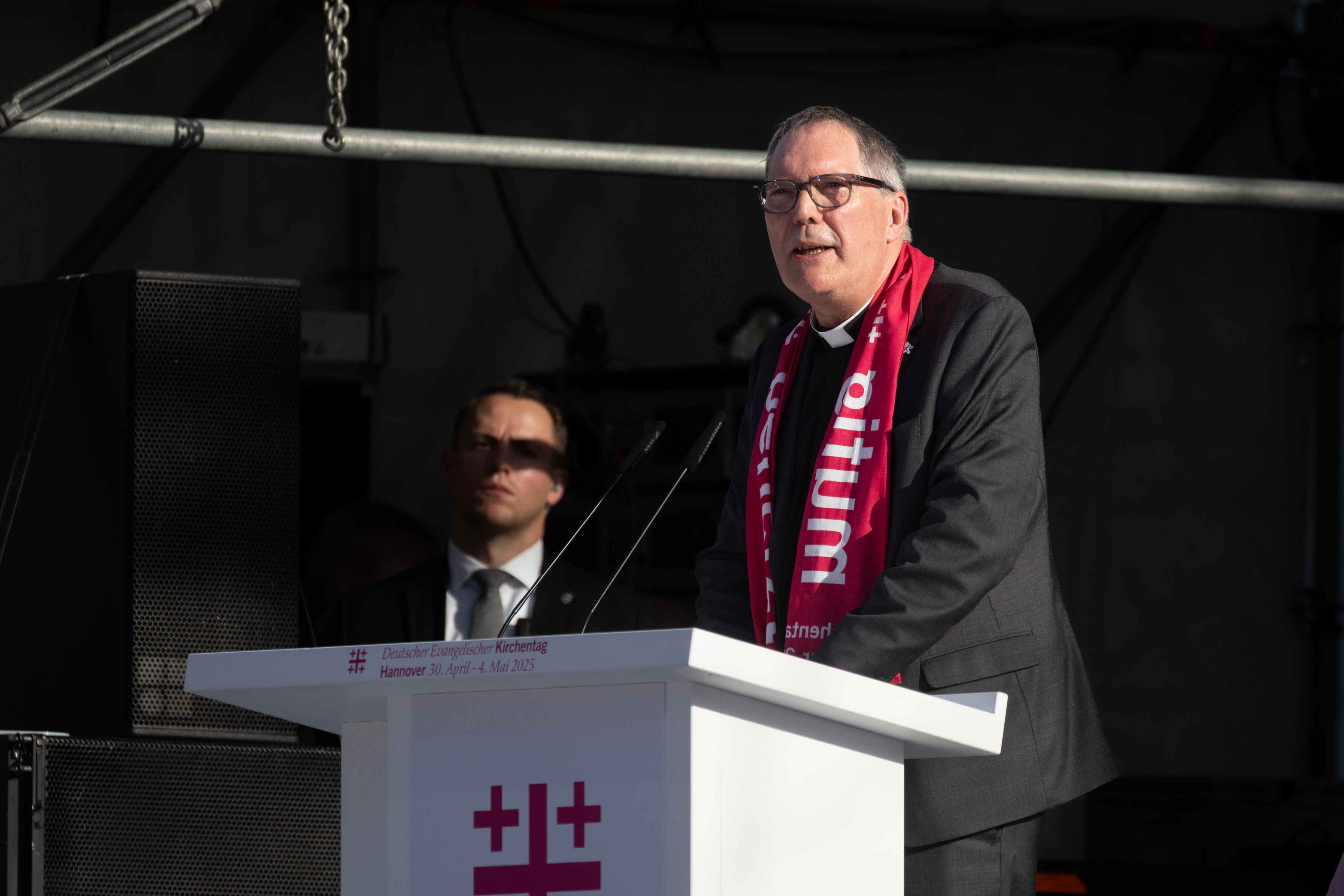
Christopher Easthill bei der Eröffnung des Kirchentags 2025 in Hannover

Christopher Easthill (* 1960 in Singapur) ist ein britisch-deutscher Theologe und anglikanischer Priester an der Kirche St. Augustine’s of Canterbury in Wiesbaden. Seit 2025 ist er Vorsitzender der Arbeitsgemeinschaft Christlicher Kirchen in Deutschland.

## Leben und Wirken
Easthill wurde 1960 als Sohn britischer Eltern in Singapur geboren. Er studierte zunächst BWL und Germanistik in Leeds und war von 1982 bis 2011 für eine internationale Versicherung in Hamburg und München tätig. Ab 2011 studierte er Theologie am St. John’s College in Nottingham und schloss dieses Studium 2013 am Virginia Theological Seminary in Alexandria ab. Ab 2014 war er als Kurat (curate) in der Church of the Ascension in München tätig, wo er auch zum Priester geweiht wurde. Seit 2014 ist er als Priester der Gemeinde St. Augustine’s of Canterbury in Wiesbaden tätig.
Seit 2016 ist Easthill Teil des fünfköpfigen Vorstandes der Arbeitsgemeinschaft Christlicher Kirchen in Deutschland (ACK). Im März 2025 wurde Easthill als Nachfolger des Erzpriesters Radu Constantin Miron zum Vorsitzenden der ACK Deutschland gewählt. Er ist damit der erste Anglikaner an der Spitze der Arbeitsgemeinschaft.
Easthill besitzt die britische und seit 2014 auch die deutsche Staatsbürgerschaft, er ist verheiratet und hat zwei Kinder.